# Russische Badmintonmeisterschaft 2013
Die Russische Badmintonmeisterschaft 2013 fand vom 28. Januar bis zum 1. Februar 2013 in Saratow statt.

## Sieger und Platzierte
| Disziplin    | Gold                             | Silber                              | Bronze                                |
| ------------ | -------------------------------- | ----------------------------------- | ------------------------------------- |
| Herreneinzel | Vladimir Malkov                  | Nikita Khakimov                     | Anton Ivanov                          |
| Herreneinzel | Vladimir Malkov                  | Nikita Khakimov                     | Vadim Itskov                          |
| Dameneinzel  | Ella Diehl                       | Ksenia Polikarpova                  | Elena Komendrovskaja                  |
| Dameneinzel  | Ella Diehl                       | Ksenia Polikarpova                  | Romina Gabdullina                     |
| Herrendoppel | Ivan Sozonov Vladimir Ivanov     | Andrej Ashmarin Vitaliy Durkin      | Nikolai Nikolaenko Nikolai Ukk        |
| Herrendoppel | Ivan Sozonov Vladimir Ivanov     | Andrej Ashmarin Vitaliy Durkin      | Sergey Lunev Evgeny Dremin            |
| Damendoppel  | Nina Vislova Valeria Sorokina    | Anastasia Chervyakova Tatjana Bibik | Elena Komendrovskaja Marija Shegurova |
| Damendoppel  | Nina Vislova Valeria Sorokina    | Anastasia Chervyakova Tatjana Bibik | Olga Golovanova Romina Gabdullina     |
| Mixed        | Vladimir Ivanov Valeria Sorokina | Sergey Lunev Evgenija Dimova        | Evgeny Dremin Anastasia Chervyakova   |
| Mixed        | Vladimir Ivanov Valeria Sorokina | Sergey Lunev Evgenija Dimova        | Vitaliy Durkin Nina Vislova           |